# (5857) Neglinka
(5857) Neglinka es un asteroide perteneciente al cinturón de asteroides, región del sistema solar que se encuentra entre las órbitas de Marte y Júpiter, descubierto el 3 de octubre de 1975 por Liudmila Chernyj desde el Observatorio Astrofísico de Crimea (República de Crimea).

## Designación y nombre
Designado provisionalmente como 1975 TM2. Fue nombrado Neglinka en homenaje al río Neglinka, afluente del río Moscova. En la colina de Borovitskij, cerca de la desembocadura del Neglinka, apareció un asentamiento en el siglo XI. Este nombre y los tres siguientes se dan con motivo de la celebración del 850 aniversario de la ciudad de Moscú en 1997.

## Características orbitales
Neglinka está situado a una distancia media del Sol de 2,259 ua, pudiendo alejarse hasta 2,562 ua y acercarse hasta 1,957 ua. Su excentricidad es 0,133 y la inclinación orbital 2,206 grados. Emplea 1240,65 días en completar una órbita alrededor del Sol.

## Características físicas
La magnitud absoluta de Neglinka es 14,2. Tiene 4,267 km de diámetro y su albedo se estima en 0,244. 